# Öasjön (Adelövs socken, Småland)
Öasjön är en sjö i Aneby kommun och Tranås kommun i Småland och ingår i Motala ströms huvudavrinningsområde. Sjön är 15,2 meter djup, har en yta på 0,8 kvadratkilometer och befinner sig 258,2 meter över havet. Sjön avvattnas av vattendraget Öasjöbäcken.

## Delavrinningsområde
Öasjön ingår i det delavrinningsområde (643079-143326) som SMHI kallar för Mynnar i Valen. Medelhöjden är 252 meter över havet och ytan är 23,31 kvadratkilometer. Det finns inga delavrinningsområden uppströms utan avrinningsområdet är högsta punkten. Öasjöbäcken som avvattnar avrinningsområdet har biflödesordning 5, vilket innebär att vattnet flödar genom totalt 5 vattendrag innan det når havet efter 210 kilometer. Delavrinningsområdet består mestadels av skog (72 %) och jordbruk (16 %). Avrinningsområdet har 0,87 kvadratkilometer vattenytor vilket ger det en sjöprocent på 3,7 %.